# Гороховецкий кремль
Гороховецкий кремль — несохранившийся деревянный кремль Гороховца Владимирской области.
Первоначальный детинец Гороховца возник в XII веке на высокой Никольской  горе на правом берегу Клязьмы как опорный пункт Владимиро-Суздальского княжества в борьбе с Волжской Булгарией. Он был округлой формы (200 на 100 м) и был обнесён валом высотой до 5 м в высоту, фрагментарно сохранившимся до наших дней. Первое летописное упоминание Гороховца относится к 1239 году в связи с его разорением монголами в ходе Батыева нашествия. Укрепления на протяжении почти двух веков не восстанавливались. Новые стены были поставлены, вероятно, лишь в начале XV века для защиты окрестного населения от татарских вторжений. В эпоху русско-казанских войн Гороховец не раз становился объектом нападений казанских татар. Особо сильное нападение Гороховецкий кремль выдержал зимой 1544—1545 годов.
В XVI — начале XVII века Гороховецкий кремль («рубленый город») имел два пояса дубовых стен и башен. К нему примыкал острог (окольный город) неправильной формы, защищавший нижнюю часть города вдоль Клязьмы. Протяжённость укреплений кремля составляла 515,5 м. Внутри кремля находилась деревянная Никольская церковь. Острог был значительно больше, его стены насчитывали в длину 2087 м. В нём находились основные постройки, в том числе административный центр города с воеводским двором и съезжей избой, городской торг, деревянные Благовещенский собор и Воскресенская церковь.
В 1618 году Гороховецкий кремль был сожжён запорожскими казаками гетмана Петра Сагайдачного. С тех пор его стены и башни больше не восстанавливались. На территории бывшего кремля в 1644 году по указу царя Михаила Фёдоровича был основан Никольский монастырь, ансамбль которого сохранился до наших дней.
Городище исследовалось Валентином Седовым.